# 藤蕨
藤蕨（学名：Arthropteris obliterata）为骨碎补科爬树蕨属下的一个种。